# Seguro paramétrico
O seguro paramétrico (também chamado de seguro baseado em índice) é um produto de seguro não tradicional que oferece pagamentos pré-especificados com base em um evento desencadeador.  Os eventos desencadeadores dependem da natureza da política paramétrica e podem incluir gatilhos ambientais, como medições de velocidade do vento e precipitação, gatilhos relacionados aos negócios, como tráfego de pedestres,  e muito mais. Exemplos de produtos paramétricos atuais incluem o Mecanismo de Seguro contra Riscos de Catástrofes do Caribe, a Capacidade de Risco Africana e a proteção de recifes de corais no estado de Quintana Roo, no México.
As apólices de seguro paramétricas têm sido implementadas com mais frequência em economias em desenvolvimento, muitas vezes para seguros agrícolas. Nos EUA, há propostas para implementar políticas paramétricas com mais frequência, especificamente no caso do seguro contra inundações por meio do Programa Nacional de Seguro contra Inundações. 

## Comparação com o seguro de indenização tradicional
O seguro de indenização tradicional é estruturado de forma que, após um evento que leva a uma perda, como incêndio, inundação, tempestade ou acidente de carro, a seguradora reembolsa o segurado pelo valor total da perda, presumindo que não há limites e franquias incluídas na apólice de seguro. Para quantificar a perda, um representante da seguradora avalia os danos. Em uma apólice de seguro paramétrica, as seguradoras precisam verificar se o evento de perda excedeu o(s) evento(s) desencadeador(es) especificado(s) na apólice. Para parâmetros baseados no clima, isso envolve pesquisar medições de serviços meteorológicos terceirizados confiáveis ou coletar dados de sensores e satélites para verificar a magnitude do evento climático. Uma vez verificada a magnitude do gatilho e obtida a "prova de perda", a seguradora divulga ao segurado o pagamento especificado na apólice para o(s) evento(s) gatilho(s) correspondente(s).

## Exemplos

### Recifes de Coral em Quintana Roo, México
Parte do Recife Mesoamericano (RMA) está localizada na costa do estado de Quintana Roo, no México, onde Cancún está localizada. O recife sofreu degradação devido à poluição, danos causados por tempestades, aumento da temperatura do oceano e aumento das atividades turísticas. Análises recentes indicaram que o recife evita anualmente 42 milhões de dólares em danos a edifícios e 20,8 milhões de dólares em danos a hotéis.  Em resposta, Quintana Roo criou o Fundo Fiduciário de Gestão Costeira para adquirir uma apólice de seguro paramétrica para proteger e restaurar o recife.  A apólice paramétrica tem um pagamento máximo anual de 3,8 milhões de dólares e é desencadeada pela velocidade do vento.  O pagamento muda com base na velocidade do vento da maneira abaixo:
- 100-129 nós --> 40% do pagamento paramétrico máximo
- 130-159 nós --> 80% do pagamento paramétrico máximo
- > 160 nós --> 100% do pagamento paramétrico máximo

### Mecanismo de Seguro de Risco de Catástrofe do Caribe (MSRCC)
A MSRCC é uma seguradora criada em 2007 que permite aos países das Caraíbas e da América Central adquirir produtos de seguros paramétricos para catástrofes climáticas.  Ao reunir seus riscos, cada país participante consegue comprar seguro por um preço significativamente menor do que se tivesse recorrido ao mercado privado.